# Albaniens demokratiska parti
Albaniens demokratiska parti (albanska: Partia Demokratike e Shqipërisë) är ett borgerligt parti i Albanien. Partiet bildades 1990 av Gramoz Pashko och Sali Berisha och blev landets första oppositionsparti efter kommunismens fall. 
Partiet är observatörsmedlem av EPP och fullvärdig medlem av Kristdemokratiska internationalen.
Partiet vann parlamentsvalet 1992, och regerade landet till 1997. Partiet är medlem i den politiska koalitionen Union för seger som fick 37,1 procent av rösterna i parlamentsvalet 2001 och 46 mandat i parlamentet av totalt 140 mandat. I parlamentsvalet 2005 fick partiet 55 mandat i parlamentet och bildar tillsammans med sina allierade en koalitionsregering stödd på 73 mandat.